# Selena Gomez
Selena Marie Gomez (Grand Prairie, 22 de julho de 1992) é uma atriz, cantora, compositora, produtora e empresária estadunidense. Selena Gomez começou sua carreira como atriz infantil, aparecendo na série infantil Barney e Seus Amigos da PBS (2002–2004), e se tornou um ídolo adolescente ao interpretar Alex Russo na sitcom do Disney Channel Os Feiticeiros de Waverly Place (2007–2012). Em 2008, assinou contrato com a gravadora Hollywood Records e formou a banda Selena Gomez & the Scene, que lançou três álbuns: Kiss & Tell (2009), A Year Without Rain (2010) e When the Sun Goes Down (2011).
Desde então, Selena lançou três álbuns solo que estrearam no topo da parada americana Billboard 200. Seu álbum de estreia, com influências de EDM, Stars Dance (2013), rendeu o single internacional de sucesso "Come & Get It". Após mudar para a gravadora Interscope Records, lançou o álbum de electropop Revival (2015), que contou com os singles de destaque "Good for You", "Same Old Love" e "Hands to Myself". Seu álbum seguinte, o dance-pop Rare (2020), incluiu seu primeiro single número um na Billboard Hot 100, "Lose You to Love Me". Em 2021, lançou o EP em espanhol Revelación, que lhe rendeu indicações ao Grammy e ao Grammy Latino. Selena também lançou vários singles colaborativos, incluindo "I Want You to Know", "We Don't Talk Anymore", "It Ain't Me", "Wolves", "Taki Taki" e "Calm Down (Remix)", sendo este último a música de Afrobeats mais bem-sucedida.
Selena estrelou filmes como Outro Conto da Nova Cinderela (2008), Monte Carlo (2011), Spring Breakers (2012), The Fundamentals of Caring (2016), Os Mortos não Morrem (2019) e Emilia Pérez (2024). Ela também dublou a personagem Mavis na franquia de filmes Hotel Transilvânia (2012–2022). Além disso, produziu séries como 13 Reasons Why (2017–2020), Living Undocumented (2019) e Selena + Chef (2020–2023). Desde 2021, atua como protagonista em Only Murders in the Building. Entre seus prêmios estão um American Music Award, um Billboard Music Award, um prêmio do Festival de Cannes, dois MTV Video Music Awards e 16 recordes do Guinness.
Selena também é conhecida por seu trabalho com organizações de caridade. Ela defende a saúde mental, além da igualdade de gênero, racial e LGBT, sendo Embaixadora da Boa Vontade da UNICEF desde 2009. Em 2020, fundou a empresa de cosméticos Rare Beauty, avaliada em 2 bilhões de dólares em 2024, e o fundo sem fins lucrativos Rare Impact Fund. Selena foi incluída em listas como Time 100 (2020) e Forbes 30 Under 30 (2016 e 2020), nomeada Mulher do Ano pela Billboard (2017) e agraciada com o título de membro da Ordem das Artes e Letras pelo governo da França em 2024. Ela é uma das musicistas mais ricas e a mulher mais seguida no Instagram. Em 2024, Selena entrou oficialmente para a lista de pessoas bilionárias, tendo sua fortuna avaliada em US$ 1,3 bilhão.

## Biografia

### 1992–1999: Nascimento e infância
Selena Marie Gomez nasceu em 22 de julho de 1992, na cidade de Grand Prairie, é filha do mexicano-americano Ricardo Joel Gomez e da estadunidense Amanda "Mandy" Cornett, uma atriz de teatro (atual produtora cinematográfica) que tinha 16 anos quando deu à luz Selena. Inicialmente seu primeiro nome seria Priscilla, mas uma prima meses mais velha foi batizada assim, então seus pais, que eram muito fãs da cantora texana Selena, fizeram uma homenagem e resolveram batizá-la com esse nome.
Seus pais separaram-se quando ela tinha cinco anos de idade, em 1997. Selena tem duas meias-irmãs: Grace Teefey (nascida em 2013), fruto do casamento de sua mãe com Brian Teefy e Victoria Gomez (nascida em 2014), fruto do casamento de seu pai com Sara Gomez .
Os avós paternos de Selena são mexicanos e ela possui ascendência italiana, por parte de mãe. A cantora era fluente em espanhol até os 7 anos de idade. Posteriormente, acabou perdendo o domínio sobre o idioma.  Viveu sua cidade natal até 1999 quando mudou-se com sua mãe Mandy para a cidade Los Angeles, junto com a sua até então melhor amiga Demi Lovato, para que ambas começassem as suas carreiras artísticas.

### 2000–2005: Início da carreira
Gomez começou a sua carreira artística em 2000, com apenas sete anos de idade, no seriado infantil Barney e Seus Amigos, onde interpretava a personagem Gianna. Ficou em Barney até meados de 2003, especificamente, da sexta a oitava temporada. No último ano do programa, fez uma participação no filme Pequenos Espiões 3-D: Fim de Jogo, no papel como a "Garota do parque aquático" da figuração. Em 2005, interpretou no filme inspirado em uma série original, chamado Walker, Texas Ranger: Trial by Fire, no papel da personagem Julie.

### 2006–2008: Rumo à fama

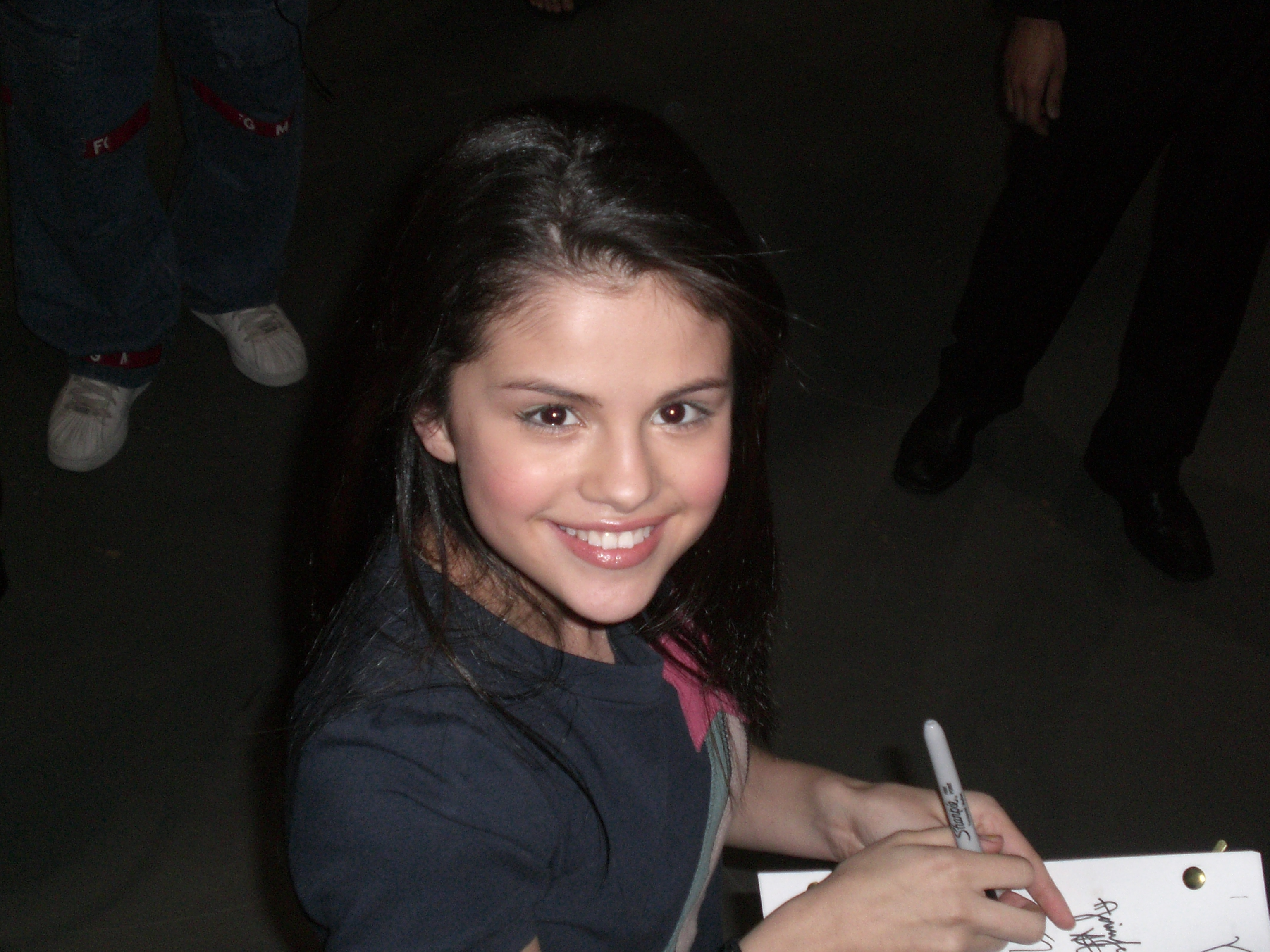
Gomez dando autógrafos antes de gravar um episódio da primeira temporada de Os Feiticeiros de Waverly Place, em abril de 2008

Em 2006, Selena interpretou a personagem Emily Grace Garcia, no filme Brain Zapped, que no final, acabou não sendo lançado. No meio do ano de 2006, Gomez foi contratada pelo Disney Channel, fez uma participação em Zack e Cody: Gêmeos em Ação, interpretando Gwen, em meados de agosto. Fez os episódios pilotos de séries como What's Stevie Thinking?, e em 2007 o piloto de Arwin!, ambos cancelados devido a baixa audiência. Em julho de 2007, fez uma participação na série Hannah Montana, interpretando a vilã Mikayla.
Em 12 de outubro de 2007, estreou no Disney Channel a primeira série protagonizada por Selena, intitulada Os Feiticeiros de Waverly Place. O sucesso foi tanto que o episódio de estreia arrecadou 5,9 milhões de espectadores. Ela própria cantou a música de abertura, intitulada de "Everything Is Not What It Seems". Em fevereiro de 2008, Selena lançou a sua primeira música profissional, Cruella de Vil, do clássico 101 Dálmatas.
Protagonizou o seu primeiro filme, que estreou no dia 16 de setembro de 2008, chamado Um Outro Conto da Nova Cinderela.  Selena interpretou três música para a trilha sonora do filme: duas como artista solo, chamadas "Tell Me Something I Don't Know" e "Bang a Drum"; e um dueto com o seu par romântico no filme, o ator e cantor Drew Seeley, em uma canção chamada "New Classic". O videoclipe da canção "Tell Me Something I Don't Know" foi lançado no dia 9 de setembro de 2008.
Antes do lançamento do filme, Gomez deu uma entrevista à MTV em agosto de 2008. Ela disse o que esperava sobre o futuro de sua carreira musical: "Eu estou pensando em formar uma banda, eu não serei uma artista solo, acho que não quero somente o meu nome ligado à mídia. Vou cantar e eu estou aprendendo a tocar bateria e guitarra". Gomez anunciou mais tarde no seu Twitter que o nome da banda seria The Scene, mas a sua gravadora Hollywood Records, sugeriu que o nome do grupo fosse Selena Gomez & The Scene.

### 2009: Início da carreira musical eKiss & Tell

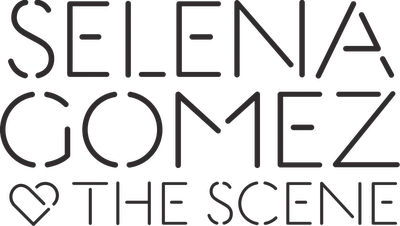
Logotipo da banda Selena Gomez & The Scene oficial.

Em junho de 2009, protagonizou, ao lado de sua amiga de infância, Demi Lovato, o filme Programa de Proteção para Princesas, interpretando a tom-boy Carter Mason. O filme arrecadou 9,8 milhões de telespectadores e é um dos maiores filmes originais do Disney Channel. Também fez uma participação especial na série Sunny Entre Estrelas, no episódio "Battle of the Networks' Stars", interpretando ela mesma.
Gomez assina contrato com a gravadora Hollywood Records, e em 29 de Setembro de 2009 lança o seu primeiro álbum de estúdio, Kiss & Tell, com a sua banda Selena Gomez & The Scene, alcançando a 9ª posição na Billboard 200. O álbum de pop rock e pop eletrônico teve como primeiro single a música "Falling Down" que entrou para o Billboard Hot 100 com pico no número #82. Para o álbum, Gomez coescreveu apenas uma das treze faixas, I Won't Apologize.
Em 11 de dezembro de 2009, "Naturally" foi lançado como o segundo single do álbum. Se transformou em um grande sucesso, entrando para o Billboard Hot 100 no número #29. "Naturally" que tem composição e produção com a Rock Mafia, chegou ao Top 20 de 14 países. Mesmo não tendo entrado no Top 20 americano, foi certificado com single de platina pela venda de 1,2 milhão de downloads no país. O videoclipe da música recebeu 1 milhão de exibições no YouTube na primeira semana. No final de 2009, a banda ingressou em sua primeira miniturnê, House of Blues 2010 Tour com apenas nove apresentações, realizada nos Estados Unidos. E em fevereiro de 2010, na Kiss & Tell Tour com dez apresentações, realizada nos Estados Unidos, Canadá e Reino Unido. O álbum vendeu 1 207 000 de cópias no mundo segundo a Nielsen, e foi certificado como Disco de Ouro nos Estados Unidos, Canadá, e Argentina.

### 2010:A Year Without Raine estreia no cinema

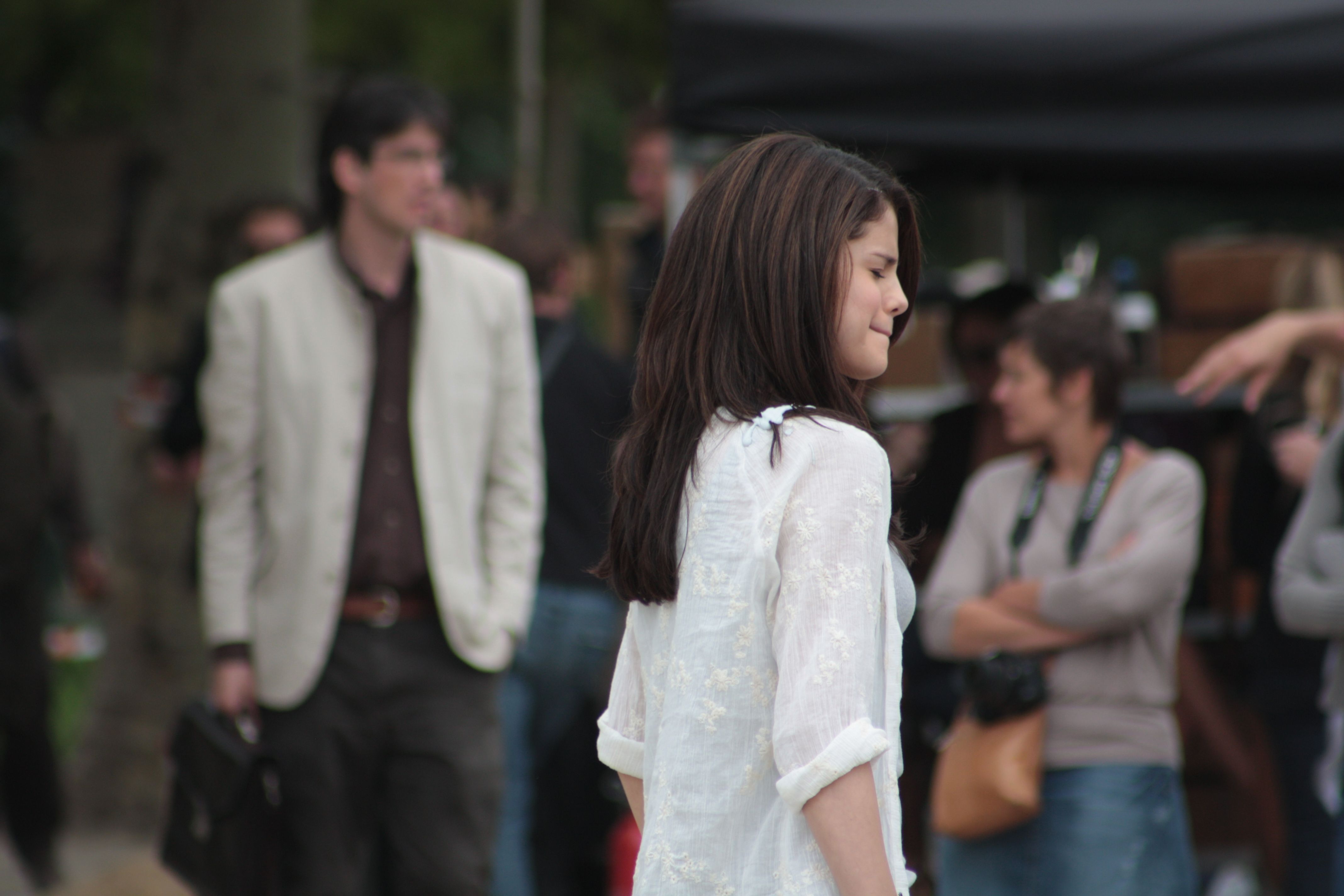
Filmagens do filme Monte Carlo

No dia 23 de julho de 2010, foi lançado o filme Ramona and Beezus, protagonizado por Gomez, ao lado da até então atriz mirim Joey King. O longa-metragem arrecadou mais de 27 milhões de dólares em bilheteria e recebeu críticas positivas.
Ao final de maio de 2010, Selena anunciou que o primeiro single do segundo álbum da sua banda, seria "Round & Round" e foi liberado em 18 de junho do mesmo ano na Rádio Disney. O videoclipe foi exibido dois dias depois no Disney Channel.  A música entrou para o Billboard Hot 100 no número #24. O álbum A Year Without Rain foi lançado em 21 de setembro de 2010, estreando na posição #4 da Billboard 200, também vendendo 66 mil cópias na primeira semana.
Até o final do mesmo ano, foram lançados os singles "A Year Without Rain", e sua versão em espanhol, intitulada de "Un Año Sin Lluvia". A banda ainda tocou na Jingle Balls 2010, um evento anual que reúne algumas bandas para tocarem juntas nos Estados Unidos. O single "A Year Without Rain", estreou o número #35 do Billboard Hot 100, sendo esse seu pico. A edição deluxe deste disco acompanha um DVD que conta com duas produções, intituladas Girl Meets World e Girl on Film, ambos documentários, um aborda a trajetória de Selena e outro mostra os bastidores de uma sessão de fotos. O DVD também conta com os bastidores da gravação do clipe do single "A Year Without Rain", além de trazer também os clipes dos singles "Round & Round" e "Naturally". O álbum vendeu 1 150 000 cópias no mundo e foi certificado como disco de ouro nos Estados Unidos, Canadá, Brasil, e como Disco de Platina no Chile e Polônia.

### 2011:When The Sun Goes Downe amadurecimento profissional

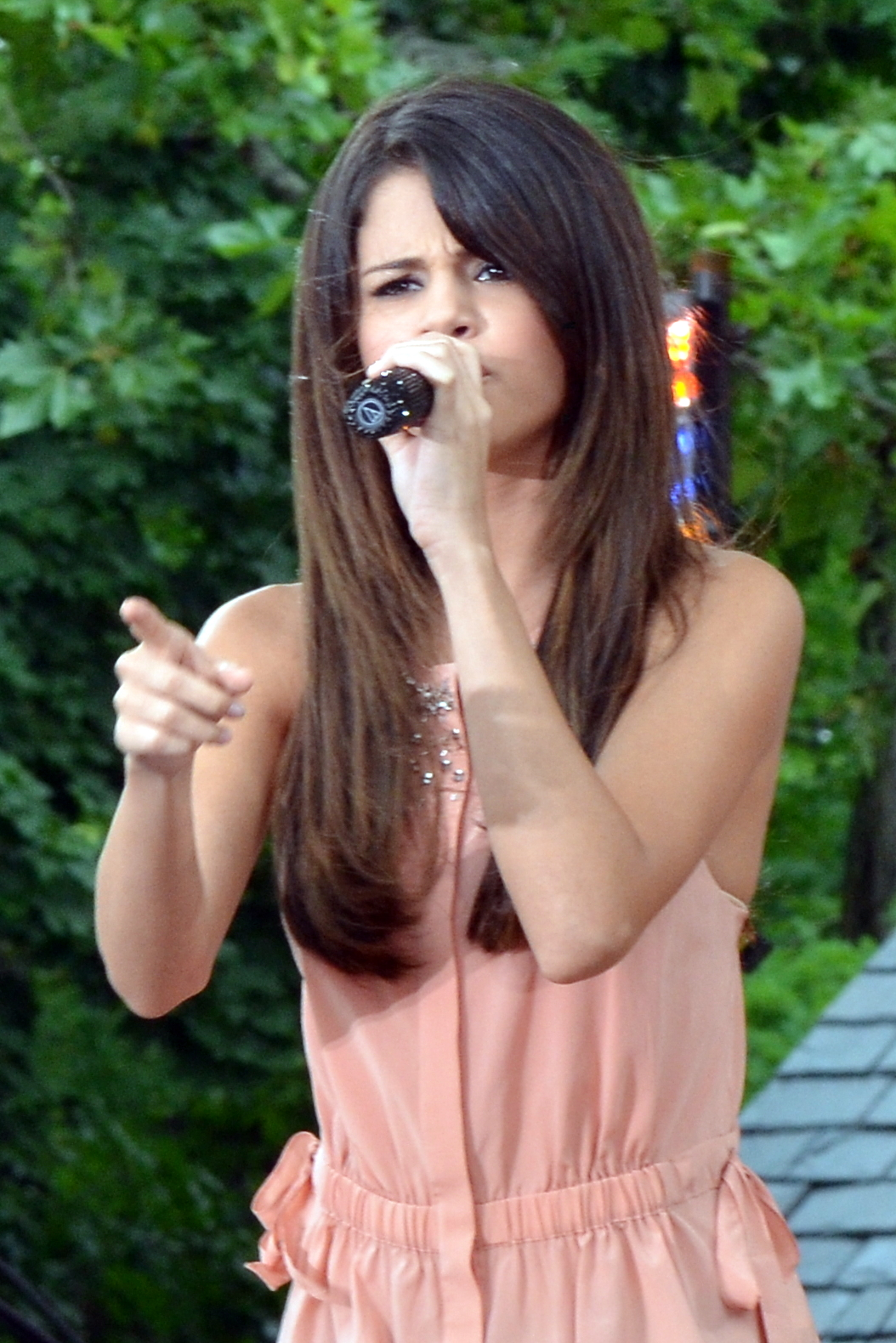
Selena Gomez apresentando-se no Good Morning America em 2011

Em 15 de fevereiro de 2011 a Universal Music Portugal confirmou que um novo álbum de Selena Gomez & The Scene já estava sendo gravado, e que o mesmo seria o primeiro álbum da banda em idioma espanhol. Selena confirmou mais tarde em sua página oficial no Twitter, que na verdade seria um álbum bilíngue (em inglês e espanhol), e que daria uma pausa para ingressar em sua nova turnê A Year Without Rain Tour, com apenas um mês de duração. Após a turnê, a banda voltou a trabalhar no álbum e Selena confirmou que o nome do álbum seria My Outher Side, mais decidiu trocar o nome por When The Sun Goes Down. Em 8 de março, lançou o single "Who Says" que entrou para o Billboard Hot 100 no número #24 e teve pico em #21, sendo certificado como single de platina, pela venda de mais de 1 milhão de downloads.
No dia 7 de junho, foi lançado como single promocional a faixa "Bang Bang Bang", e no dia 14 de junho foi lançado "Dices", versão espanhol da canção "Who Says". Em 17 de Junho, lançou o segundo single "Love You Like a Love Song" e o vídeo da música estreou dia 23 de junho. O single já vendeu cerca de 3 milhões de downloads pagos, sendo o single de mais êxito da banda. O álbum ainda conta com composições de Britney Spears (em Whiplash), Katy Perry (em That's More Like It) e Pixie Lott (em We Own The Night). Selena também trabalhou como compositora, coescrevendo as canções "When the Sun Goes Down" e "Outlaw". O álbum When the Sun Goes Down, vendeu na primeira semana 78 mil cópias, que também estreou na posição #4 da Billboard 200, mas na segunda semana alcançou a posição #3 na parada, com vendas acima de 44 mil cópias. Em novembro, Gomez lançou o videoclipe do terceiro single do disco, "Hit The Lights", sendo este o primeiro álbum de Selena a ter três singles de divulgação. Até o momento, o álbum vendeu 2 200 000 cópias no mundo, sendo 800 mil nos Estados Unidos. Sendo já certificado como disco de ouro nos Estados Unidos, Canadá, Brasil, Espanha, México, Indonésia e como disco de platina na Polônia.

### 2012: Foco em filmes
Em janeiro de 2012, Gomez anunciou oficialmente que ela iria colocar a sua carreira musical em espera, a fim de se concentrar em sua carreira de atriz, e que a banda estaria tomando um hiato: "Minha banda e eu estamos nos separando por um tempo. Este ano vou priorizar os filmes e a atuação e quero que minha banda toque onde quiser e com quem quiser. Nós voltaremos, não antes de um tempo. [Eu] os amo e amo vocês".
Em 21 de setembro de 2012, foi lançado Hotel Transilvânia, um filme de animação, onde dublou a personagem Mavis. No elenco também estavam Adam Sandler e Steve Buscemi. Em seguida, Gomez apareceu em Spring Breakers, do diretor Harmony Korine, ao lado de James Franco, Vanessa Hudgens e Ashley Benson. O filme estreou no Festival de Veneza em 4 de setembro de 2012 e foi lançado nos Estados Unidos em 22 de março de 2013. Spring Breakers ousou ao mostrar Gomez e Hudgens, oriundas da Disney Channel, apenas de biquíni durante toda a produção e, em alguns momentos, ingerindo substâncias ilícitas.
Além disso, Selena filmou uma participação especial em Aftershock e gravou os filmes Behaving Badly, baseado no livro While I'm Dead... Feed The Dog e que só seria lançado em 2014, e Getaway, ao lado de Ethan Hawke, que seria lançado somente no ano seguinte.
Gomez também retornou aos estúdios de gravação de Os Feiticeiros de Waverly Place para gravar um especial de uma hora da série, intitulado The Wizards Return: Alex vs. Alex. O especial foi lançado em 15 de março de 2013 no Disney Channel estadunidense.

### 2013–2014: Stars Dance e For You
Em março de 2013, Gomez revelou que não iria mais trabalhar com a banda The Scene e que entraria em carreira musical solo. Em uma entrevista ao HitFix, anunciou que a música "Come & Get It" seria o single carro-chefe do seu primeiro álbum solo e que seria lançada no dia 8 de abril de 2013. A canção tem uma forte influência de música indiana e Selena adotou um pouca da cultura indiana nas apresentações do single. A primeira performance da faixa ocorreu na cerimônia de entrega dos prêmios MTV Movie Awards 2013, onde Gomez usou um vestido vermelho, inspirado nos trajes femininos da Índia, e um bindi na testa.
| “ | É minha primeira performance de volta ao mundo da música. Estou tão nervosa! Eu acho que vai ser bem legal porque eu fiquei um ano longe da música e fiz parte de ótimos filmes com pessoas ótimas, então eu acho que seria perfeito eu voltar aos palcos no MTV Movie Awards. É apropriado. | ” |

Essa performance gerou uma certa polêmica, pois líderes hindus dos Estados Unidos exigiram desculpas da cantora após a sua apresentação com um símbolo religioso na testa, referindo-se ao bindi utilizado pela artista. Oficiais da Sociedade Universal do Hinduísmo chamaram a performance de "insensível", e exigiram que ela não repetisse isso em sua turnê mundial. Selena ainda cantou a canção no Radio Disney Music Awards de 2013 e Billboard Music Awards de 2013, além de vários programas de televisão, em todas usando o polêmico bindi na testa. Após uma estreia na 45ª posição da Billboard Hot 100, a canção atingiu a 6ª colocação, tornando-se no primeiro trabalho de Gomez que se posiciona entre as dez primeiras posições desta parada. O single também foi certificado como tripla platina pela RIAA.
Em 7 de maio de 2013, Selena lança o clipe de "Come & Get It" em um programa dedicado a ela, denominado MTV Firts: Selena Gomez, transmitido pela MTV dos Estados Unidos. O clipe foi dirigido por Anthony Mandler e teve um enredo focando nos quatro elementos. O videoclipe recebeu duas indicações ao MTV Video Music Awards de 2013, ganhando a categoria "Melhor Vídeo de Pop".
Em 23 de julho de 2013, Gomez lança oficialmente Stars Dance, o seu primeiro álbum em carreira musical solo, apesar do material ter vazado na internet na madrugada do dia 15 de julho. Em sua primeira semana o álbum vendeu mais de 97 mil cópias legais apenas no Estados Unidos, se tornando o primeiro álbum da cantora a alcançar a primeira posição da Billboard 200. O álbum alcançou o topo do iTunes de 46 países, incluindo Estados Unidos e Brasil. O material recebeu críticas medianas, obtendo uma média de 59, em uma escala que vai até 100, no Metacritic, que se baseou em dez resenhas de publicações especializadas na área da música.
| “ | Aos que querem novidades sobre a vida de Gomez não irão encontrar muito disso em Stars Dance, temos uma canção que falam sobre seu romance com Bieber e ainda sim o CD soa impessoal. O que sobra, depois disso, é uma coleção de 11 canções bem produzidas que mostram Gomez tentando sua personalidade com seus vocais leves, porém, capazes disso. | ” |

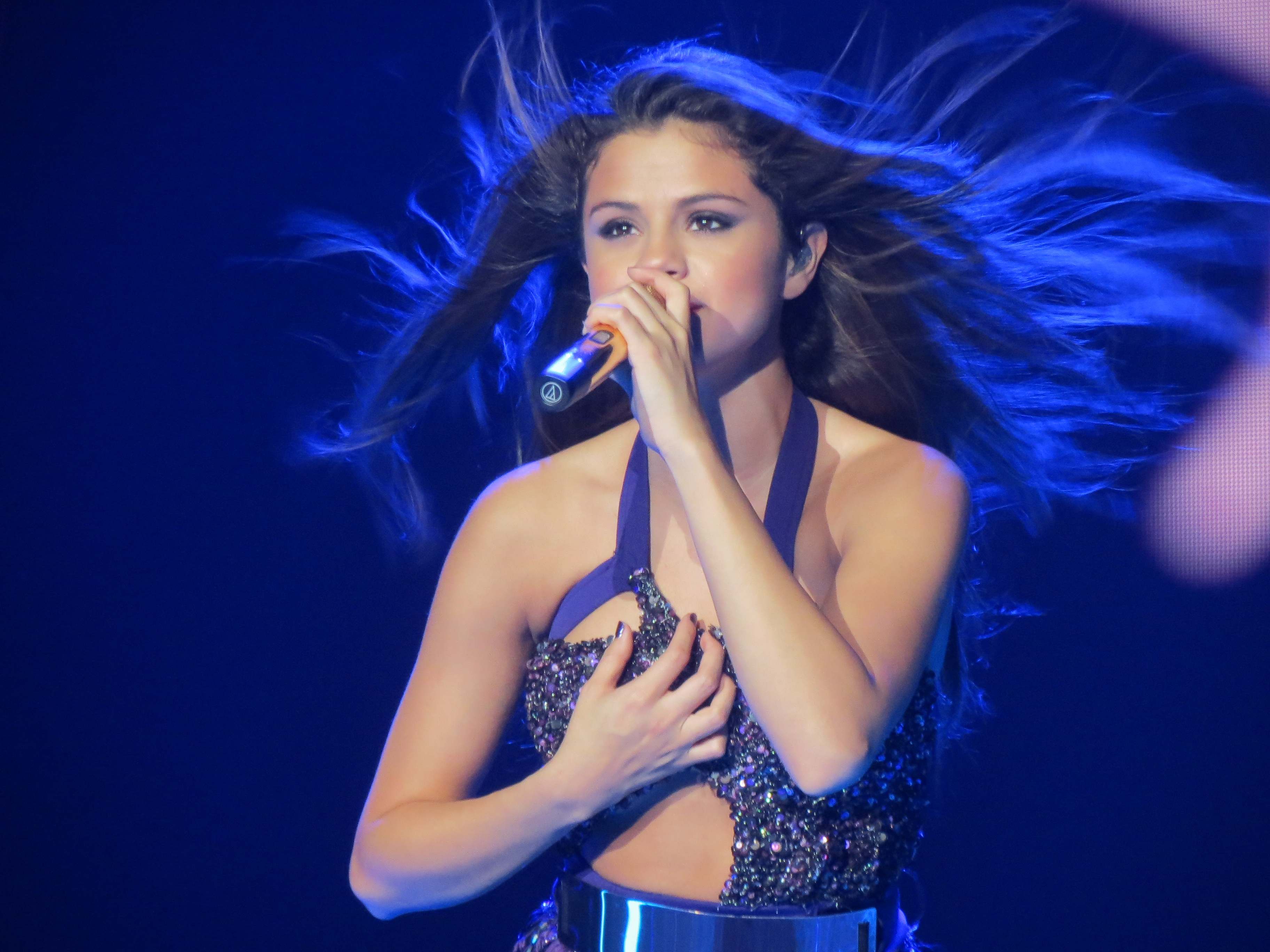
Selena se apresentando na Stars Dance World Tour em San Diego.

O segundo single do álbum, Slow Down, foi lançado em junho de 2013 como single promocional. O vídeo gravado na cidade de Paris, vazou na internet em 19 de julho do mesmo ano, forçando a gravadora a antecipar a sua estreia, enviando o vídeo para a conta de Selena no VEVO no mesmo dia. No dia 20 de agosto de 2013, a canção foi oficializada como single e enviada para as rádios dos Estados Unidos. A canção teve o seu ápice na Billboard Hot 100 ao atingir a 27ª posição da tabela.
Gomez entrou em sua primeira turnê solo, sendo a sua segunda mundial. Com uma superprodução, com trocas de figurinos e dançarinos, além de um grande palco em forma de "S", a Stars Dance World Tour passou pelo Canadá, Europa e Estados Unidos. Os shows da turnê marcados na Austrália e na Ásia foram cancelados, devido a problemas de saúde da cantora. Em 2015, em entrevista à revista Billboard, a artista revelou que precisou cancelar a turnê por ter sido diagnosticada com lúpus, e que precisou fazer quimioterapia.
Em junho de 2014, um calendário oficial da Universal Music Group que caiu na rede listava que Gomez lançaria uma coletânea de grandes êxitos, intitulada For You, em novembro do mesmo ano, o que de fato aconteceu. Em 6 de novembro de 2014, Gomez lançou de surpresa o single inédito "The Heart Wants What It Wants", junto com seu videoclipe. Na canção, ela comenta o seu conturbado relacionamento com Justin Bieber. Para divulgar o single, Gomez apresentou-se na 42° edição do American Music Awards, onde preferiu não usar grandes elementos no palco, destacando apenas a sua voz e a sua interpretação. Gomez ficou bastante emocionada durante a performance e quase chorou enquanto cantava, assim emocionando todos que estavam na cerimônia, como a cantora Taylor Swift que não segurou as lágrimas. Em 24 de novembro de 2014, chegava nas lojas e em plataformas digitais, a compilação For You, que reuniu seus sucessos solo e com a banda Selena Gomez & the Scene além de trazer um cover da música “Bidi Bidi Bom Bom” da cantora Selena Quintanilla, uma versão em espanhol da canção More e uma segunda música inédita, chamada "Do It".
O álbum estreou na 24° posição da Billboard 200 vendendo apenas 17 mil cópias em sua semana de lançamento. Após a apresentação no AMAs, "The Heart Wants What It Wants" teve um aumento significativo em vendas e execuções em rádios, o que resultou em sua entrada entre as dez mais populares da Billboard Hot 100 na 6° posição, sendo a segunda vez que Gomez entrava no top 10. Com o lançamento de For You, o contrato de Gomez com a gravadora Hollywood estava oficialmente encerrado, no mês seguinte ela assinaria com a renomada Interscope Records.

### 2015–2016: Filmes eRevival
Logo após findar o seu contrato com a Hollywood Records, com o lançamento da coletânea For You, Selena assinou com a gravadora Interscope, e seu primeiro single no novo selo foi I Want You to Know, na qual empresta os seus vocais para a canção do DJ Zedd. A faixa é o carro-chefe do segundo álbum do alemão, True Colors. A canção estreou na 17° posição da Billboard Hot 100 e com vendas estimadas em 100 mil downloads legais.
Gomez retornou a indústria cinematográfica com In Dubious Battle, projeto do ator James Franco. A história gira em torno de uma greve de catadores de maçãs na Califórnia. Na trama, novecentos trabalhadores iniciam uma batalha contra os latifundiários, liderados pelo condenado Jim Nolan (Nat Wolff). Selena é o único nome feminino do elenco, que conta ainda com Josh Hutcherson.
Selena também filmou em The Fundamentals of Caring, ao lado de Paul Rudd. No longa, a atriz interpretou Dot, uma mulher sensual que decide viajar junto com Bem Benjamin (Paul Rudd), um cuidador fugindo de um divórcio, e um jovem que tem distrofia muscular e é obcecado por sexo, Trevor. As gravações ocorreram em Atlanta. O filme foi lançado em 24 de junho de 2016 no Netflix.
Gomez também entrou para o elenco da comédia Neighbors 2: Sonority Rising, interpretando Madison, presidente de uma irmandade de estudantes. No elenco ainda estão Zac Efron e Chloë Moretz. O filme teve previsão de estreia para 2016. Além disso, Gomez fez uma participação especial no aclamado The Big Short, interpretando ela mesma.
Em 15 de junho de 2015, foi anunciada como o novo rosto da marca de produtos capilares Pantene. Segundo previsões, ela assinou um contrato milionário com a marca, é estimado que Gomez receba 3 milhões de dólares (em torno de 9,2 milhões de reais) ao ano. O primeiro comercial estrelado por Selena foi liberado no mesmo dia com a campanha Strong Is Beautiful:
| “ | Há três motivos para eu estar animada por ser a nova embaixadora da Pantene, primeiro porque eu sempre usei a minha vida toda, e segundo sua mensagem para a mulher ser forte é linda e o que eles representam é algo que me identifico e quero que meus fãs saibam se sentir confiantes. E terceiro, é divertido! | ” |

Em 22 de junho de 2015, Gomez lançou o carro-chefe de seu segundo álbum solo, a música "Good for You", com participação do rapper estadunidense A$AP Rocky. O single vendeu 179 000 downloads em sua primeira semana, tornando-se a segunda maior semana de estreia feminina do ano. A canção alcançou o topo do iTunes de cerca de 70 países, incluindo Estados Unidos e Brasil. Na Billboard Hot 100, a canção estreou na #9 colocação e virou o primeiro single da cantora a estrear no top 10. Posteriormente a faixa atingiu a #5 posição. O segundo single, "Same Old Love", foi lançado em 9 de setembro e estreou na #43 posição da Billboard Hot 100, posteriormente a canção alcançou a 5ª colocação da tabela.
Em 22 de julho de 2015, Selena revela que seu novo álbum se chamaria Revival pela sua conta no Instagram, e que o mesmo seria lançado em 9 de outubro do mesmo ano. Faltando exatamente um mês para o lançamento de Revival, novamente usando o Instagram, postou imagens com os dizeres "This is My Revival" (Esse é o meu renascimento) e logo depois revelou a capa de Revival, onde aparece nua. Revival foi lançado para o mundo em 9 de outubro de 2015, sendo o primeiro álbum de Gomez com o selo da Interscope Records. Foi descrito como o renascimento da artista que pela primeira vez contou um pouco do seu lado pessoal em sua música. O álbum também é o seu primeiro lançamento musical sem qualquer relação com o Disney Channel. 
O álbum alcançou o topo do iTunes de 40 países, incluindo Estados Unidos e Brasil. Ele ocupou a #1 posição da tabela musical Billboard 200, assim como seu álbum de estreia. Em sua semana de lançamento, Selena divulgou o álbum no The Ellen DeGeneres Show, The Today Show e The Tonight Show. No mesmo mês, a cantora anunciou a sua segunda turnê mundial, Revival Tour, que terá início em maio de 2016, na cidade de Las Vegas. O material recebeu críticas geralmente favoráveis, obtendo uma média de 74, em uma escala que vai até 100, no Metacritic, que se baseou em nove resenhas de publicações especializadas na área da música.
| “ | Revival é um título audacioso para o segundo álbum de uma artista de 23 anos, mas do início ao fim, Gomez faz por merecer. Este é o som de uma nova empoderada artista pop que está crescendo com força como nunca antes. | ” |

Em novembro de 2015, Selena apresentou-se no American Music Awards, onde divulgou Same Old Love. A Billboard selecionou-a como uma das melhores da noite e escreveu que a performance "ofereceu o melhor colírio para os olhos da noite", enquanto a Entertainment Weekly avaliou que a intérprete "entregou o que pode ter sido a apresentação mais sensual da noite" e Brittany Spanos da Rolling Stone adjetivou-a de "elegante". Em dezembro do mesmo ano, ela se apresentou no Victoria's Secret Fashion Show com um medley de Hands to Myself e Me & My Girls. Depois, Gomez foi homenageada pela Billboard no evento Woman in Music, onde recebeu o troféu Chart Topper, que reconhece o #1 da cantora com o lançamento do Revival e as boas posições de Good for You e Same Old Love. No evento ela apresentou uma versão acústica da última citada. O júri da premiação comentou sobre o assunto: "Queremos reconhecer esse momento para uma mulher que se tornou um modelo para tantas, uma feminista, uma voz independente cujo álbum novo a mostra de verdade como uma artista madura”.
Ainda no mesmo mês, foi lançado o videoclipe do terceiro single do álbum Revival, a música "Hands To Myself". No videoclipe, Gomez aparece usando lingerie, mostrando um lado mais ousado da cantora.
Em 23 de janeiro de 2016, Gomez foi a atração musical do Saturday Night Live, apresentado por Ronda Rousey. No programa, ela cantou um medley de Good for You e Same Old Love, e fez uma performance de Hands to Myself Após o programa, a canção teve um aumento de vendas e execuções em rádios, o que resultou em sua entrada entre as dez mais populares da Billboard Hot 100, alcançando a 7° posição, enquanto o single anterior, Same Old Love, ainda estava entre as dez primeiras posições, sendo a primeira vez que a artista coloca duas músicas simultaneamente no top dez dos Estados Unidos.
Em junho, foi lançado o videoclipe do quarto single do álbum Revival, a canção "Kill Em with Kindness".
Em agosto de 2016, por meio da turnê Revival Tour, a cantora anunciou uma pausa na carreira para lidar com ataques de pânico e depressão causados pelos lúpus. Citando: "Eu quero ser proativa e focar em manter minha saúde e felicidade e decidi que o melhor caminho a seguir é dar um tempo… Eu preciso enfrentar isto de cabeça erguida para garantir que estou fazendo todo o possível para o meu bem", disse.
Ela fez sua primeira aparição pública em 2016 no American Music Awards, onde estava indicada para dois prêmios: Artista Feminina Pop/Rock Favorita e Artista do Ano. Gomez ganhou o prêmio na categoria de Artista Feminina Pop/Rock Favorita, fazendo um discurso de agradecimento inspirador e muito íntimo, que gerou a frase: If you are broken, you do not have to stay broken.

### 2017–2019: Parcerias musicais, filmes e série-documentário
Gomez foi uma das produtoras executivas da série 13 Reasons Why da Netflix, que estreou mundialmente em 31 de março de 2017 e terminou com quatro temporadas no dia 5 de junho de 2020.
Entre 2017 e 2019, Selena lançou diversas músicas avulsas, algumas como artista solo, outras em conjunto com outros artistas.
As músicas foram as seguintes: We Don't Talk Anymore (2016), em parceria com o cantor Charlie Puth; Trust Nobody (2016), em parceria com o DJ norueguês Cashmere Cat; It Ain't Me (2017), em parceria com o DJ norueguês Kygo; Only You (2017), cover da música "Only You" da dupla Yazoo como parte da trilha sonora de 13 Reasons Why; Bad Liar (2017); Fetish (2017), em parecia com o rapper Gucci Mane; Wolves (2017), em parceria com o DJ Marshmello; Back To You (2018), para a trilha sonora de 13 Reasons Why; Taki Taki (2018), em parceria com o francês DJ Snake, a rapper Cardi B e o cantor porto-riquenho Ozuna; Anxiety (2019), em parceria com a cantora Julia Michaels; I Can't Get Enough (2019), em parceria com Benny Blanco, Tainy e J Balvin.
Em consequência da lúpus, doença auto-imune que Selena é portadora, no dia 19 de junho de 2017, ela teve que realizar um transplante de rim doado por uma das suas melhores amigas, Francia Raísa. Ainda nesse ano, foi nomeada como uma das "Mulheres do Ano" pela revista Billboard.
Em 28 de junho de 2018, estreou na Austrália o terceiro filme da saga de Hotel Transylvania, intitulado "Hotel Transylvania 3: Summer Vaccation", onde Gomez deu voz novamente à personagem Mavis.
Com estreia em 14 de junho 2019 nos Estados Unidos, o filme de comédia e terror intitulado The Dead Don't Die contou com Selena Gomez como parte do elenco, interpretando Zoe.
No dia 2 de outubro de 2019, foi lançada na Netflix uma série-documentário chamada Living Undocumented, que retrata o dia a dia de oito imigrantes sem documentação nos Estados Unidos. Selena foi a produtora-executiva da série. Ainda neste ano, a atriz e cantora juntou-se ao projeto liderado por Michelle Obama, When We All Vote, que pretendia "aumentar a participação em todas as eleições e diminuir a diferença de raça e idade, mudando a cultura em torno do voto, aproveitando a energia popular e por meio de parcerias estratégicas para alcançar todos os estadunidenses".

### 2020–2024: Rare (álbum), EP em espanhol, Rare Beauty, filmes e ativismo
Depois de quatro anos longos anos de espera, no dia 10 de janeiro de 2020, Selena lançou o seu terceiro álbum de estúdio, Rare, que lhe concebe o seu terceiro álbum solo consecutivo a alcançar o #1 na Billboard 200 com 116 mil cópias vendidas na primeira semana.  O álbum também lhe rendeu a segunda posição na parada musical do Reino Unido, tendo sido a melhor estreia de um álbum de Selena no país, tendo alcançado também o #1 em dezenas de outros países.
Para além de ter recebido inúmeras críticas positivas por parte da crítica especializada e pelo público no geral, foi considerado o seu melhor álbum até ao momento. O álbum estreou com uma pontuação de 9.3 no Metacritic. O single promocional do álbum foi o aclamado, Lose You To Love Me que lhe rendeu o seu primeiro #1 na Hot 100 da Billboard. Menos de 24 horas após o lançamento de LYTLM, Selena lança "Look At Her Now" como presente para os fãs e para os deixar despreocupados e aliviados por já não estar a sofrer pelo amor que fala em LYTLM.
Em 17 de Janeiro de 2020, estreia o filme "Dolittle", onde Selena dá a voz à girafa Betsy.
Em abril de 2020, foi lançada a versão deluxe do álbum Rare, contendo mais quatro canções inéditas. Dentre elas, o novo single, a música "Boyfriend".
Gomez anunciou a sua marca de maquiagem, a Rare Beauty, projeto em parceria com a marca Sephora, no qual trabalhou secretamente durante dois anos e que foi lançado a 3 de setembro de 2020. Selena cita "Não vai ser apenas uma marca, vai ser um estilo de vida", e que ela quer que seja uma marca para todos os tipos de pessoas. "A Rare Beauty é para ser apreciada, é muito especial. Não estamos destinados a parecer-nos com outros, estamos destinados a parecer-nos connosco. A nossa missão é moldar conversas em torno da beleza, auto-aceitação e saúde mental. Queremos ajudar as pessoas a ter mais acesso a apoio e serviços e a ajudar as pessoas a sentirem-se mais autenticamente ligadas umas às outras e menos sozinhas no mundo".
Em junho de 2020, em suporte ao movimento Black Lives Matter, a cantora deu voz a ativistas negros de modo a ampliar as suas vozes dando-lhes permissão para postarem conteúdos sobre o movimento na sua conta oficial do Instagram que conta com mais de 180 milhões de seguidores. A artista diz "Todos nós precisamos de melhorar e não ficar em silêncio enquanto estas injustiças continuam. Tenho lutado para saber as coisas certas a dizer para divulgar este momento importante da história. Depois de pensar na melhor maneira de usar as minhas redes sociais, decidi que todos nós precisamos ouvir mais das vozes negras. Nos próximos dias, destacarei líderes influentes e dar-lhes-ei a chance de assumirem o meu Instagram para que eles possam falar diretamente com todos nós. Todos temos a obrigação de fazer melhor e podemos começar a ouvir com o coração e a mente abertos". Logo após esta iniciativa, Selena apaga o seu site oficial deixando apenas uma mensagem de apoio movimento. Dias mais tarde, redirecionou o seu site para a sua página, selena.plus1.org, que divulga o seu projeto em parceria com a Plus 1, o Black Equality Fund que visa "levar dinheiro e conscientização para aqueles que estão na vanguarda do movimento, lutando pela mudança. Este fundo está focado em capacitar comunidades negras, transformar o sistema de justiça criminal e construir sistemas equitativos e dignos".
Em julho, foi lançado o filme The Broken Hearts Gallery, do qual foi produtora-executiva.
Em 10 de agosto de 2020, Selena anuncia que será produtora executiva do filme dirigido por David Henrie, This Is The Year. A première do filme foi virtual e os lucros da venda dos bilhetes contribuiu para o fundo Plus1 Covid-19 Relief Fund.
No dia 13 de agosto de 2020, lançou o seu próprio programa de culinária intitulado como Selena+Chef, disponível em exclusivo na plataforma de streaming HBO Max, e que conta com a participação de dez chefes de cozinha renomados do mundo inteiro. Meses antes, quando estava a anunciar o lançamento do programa, Gomez partilhou uma playlist no Spotify, intitulada "Cooking Together", com algumas músicas que ouve enquanto cozinha.
No mesmo mês, Selena lançou a música Ice Cream, em parceria com o grupo feminino sul-coreano Blackpink.
Em março de 2021, lançou o EP em espanhol, "Revelación". No EP há parcerias com o francês DJ Snake e o cantor porto-riquenho Rauw Alejandro.
Em agosto de 2021, Selena lançou uma música em parceria com o cantor colombiano Camilo, chamada "999".
No mesmo mês, foi lançada a série de comédia Only Murders in the Building do Hulu, na qual Selena interpreta a personagem Mabel, atuando ao lado de Steve Martin e Martin Short. Selena também é uma das produtoras executivas da série O projeto marca o primeiro papel com script de Gomez na televisão desde Wizards of Waverly Place.

### 2024:Love One participação emEmilia Pérez
Em fevereiro de 2024, Selena Gomez lançou o single independente "Love On", uma faixa pop com influências disco produzida por The Monsters & Strangerz e Isaiah Tejada. A canção é inspirada no período em que a artista viveu em Paris.  
No mesmo ano, Gomez interpretou Jessi Del Monte no filme "Emilia Pérez", uma comédia musical policial em espanhol dirigida por Jacques Audiard. A produção conta a história de um líder de cartel mexicano que passa por uma transição de gênero para viver como sua verdadeira identidade. Ela contracenou com Zoe Saldaña e Karla Sofía Gascón e realizou aulas de espanhol para o papel e gravou duas músicas solos para a trilha sonora – "Mi Camino" e "Bienvenida".   
Ela também fez uma participação especial, reprisando seu papel como Alex Russo no episódio piloto de Os Feiticeiros Além de Waverly Place, spin-off e sequência de Os Feiticeiros de Waverly Place. A série, da qual também foi produtora executiva, estreara no Disney+ em 20 de dezembro de 2024. Sua atuação, marcada por um timing cômico sutil e pela dinâmica com o coestrela David Henrie, foi recebida positivamente pelos críticos.

### 2025–presente:I Said I Love You Firste parceria com a Oreo
Em março de 2025, Selena Gomez lançou "I Said I Love You First", seu quarto álbum de estúdio solo e o primeiro colaborativo com o produtor musical e atual parceiro Benny Blanco. O disco conta com participações especiais de artistas como Gracie Abrams e The Marías, além de Tainy e J Balvin, que participaram de um single lançado em 2019, posteriormente incluído na versão final do álbum. Apesar da parceria com seu companheiro, Blanco não aparece vocalmente em nenhuma faixa, atuando exclusivamente na produção e coautoria das músicas.   
No mesmo ano, a cantora anunciou sua parceria especial com a Oreo para lançar uma edição limitada de biscoitos com um sabor inspirado em sua bebida favorita, horchata.  

## Características musicais
Selena tem uma voz classificada como soprano e possui um alcance de 3,2 oitavas (A2-C#6), sua voz tem um timbre muito claro, frágil, brilhante e tem uma técnica que tem melhorado no decorrer dos anos.

### Influências
Cita como sua maior influência a cantora Britney Spears. Selena fez um tributo à cantora em sua turnê We Own the Night Tour em 2011. Spears escreveu uma música para o álbum When the Sun Goes Down, intitulada "Whiplash", Selena diz: "Eu ouvi a canção e fiquei apaixonada por ela, eu a achei muito divertida e cativante, então fui gravar no estúdio e me disseram: 'foi co-escrita por Britney Spears', e eu quase tive um ataque cardíaco." Gomez diz que ainda sem lembra do primeiro show de Spears que foi.
| “ | O primeiro CD que eu comprei foi dela, eu guardei dinheiro e eu mesma fui comprar [ ...Baby One More Time ]. O show dela foi o primeiro que eu fui. Acho que ela é, tipo, a princesa do pop. E ela tem sido uma inspiração para a música hoje em dia, e eu adoraria prestar homenagem a ela com alguma coisa, porque eu tenho todos os seus CDs. | ” |

Seu nome foi dado graças à cantora latina Selena Quintanilla, da qual sua mãe era fã e assim cresceu ouvindo as músicas em espanhol da cantora. Outra influência é a cantora Katy Perry que foi lançada no cenário musical no mesmo ano de Gomez, a mesma já compôs músicas para Selena, como "Rock God" para o álbum A Year Without Rain e "That's More Like It" para o álbum When The Sun Goes Down.
Selena ainda tem como como influências latinas cantoras como Jennifer Lopez, Belinda e Shakira, e na música dance a cantora Cheryl Cole. Em sua carreira de atriz, tem como influência as atrizes Rachel McAdams, Meryl Streep e Jennifer Aniston.[carece de fontes?]

### Estilo musical
Com seu primeiro single em 2009, "Falling Down", prometia marcar sua estreia com uma forte influência do pop rock. Ficou nesse gênero apenas no seu primeiro single, já no segundo single de 2010, "Naturally" já trazia influências de disco e dance-pop. Quando lançou o single em 2010, "A Year Without Rain" trouxe influências dos singles anteriores e do disco music. Assim como a canção, o álbum A Year Without Rain vinha com electropop e dance-pop como gêneros predominantes, com fundições de eurodance, disco, R&B, dancehall e reggae.
O uso do teen pop foi usado por Gomez em seus trabalhos relacionados ao Disney Channel, como as canções "Cruella de Vil" e "Fly to Your Heart", fora "Tell Me Something I Don't Know" do filme Another Cinderella Story, ambas canções de 2008. 
Em 2011, com o lançamento do single em 2011, "Who Says", usou mais uma vez o dance-pop, com influências do R&B contemporâneo. Já o segundo single do álbum When The Sun Goes Down em 2011, "Love You Like a Love Song" apostou em um novo estilo, o electro-funk e dance pop. When The Sun Goes Down contou com a volta do pop rock nas músicas de Selena, o uso básico do electro pop, reforço do dance pop, e foi inserida a forte influência do gênero musical new wave. Em Stars Dance, Selena conta com uma pegada mais pop e electro, como podemos ver nas músicas "Slow Down", "B.E.A.T." e outras.
Os principais estilos musicais usados por Selena são o pop e dance-pop, fora as fusão do estilo da música disco dos anos 70/80 que a sonoridade de Gomez faz. A mesma, em 2008, quando começou a carreira musical, recebeu os títulos de "Princesa do Pop Adolescente"/"Princesinha da Disney" por ter, na época, seu gênero predominante o teen pop e surpreendendo com o pop rock em seu álbum de estreia, em 2009.

## Obras sociais
Selena Gomez participou na campanha UR Votes Count que que tinha por objetivo incentivar jovens a saber mais sobre os candidatos presidenciais de 2008 (Barack Obama e John McCain). Em outubro de 2008, foi nomeada pelo segundo ano consecutivo, porta-voz da campanha Trick-or-Treat da UNICEF que incentiva crianças a arrecadarem dinheiro para ajudar outras crianças ao redor do mundo. Ela disse que estava extremamente entusiasmada em "encorajar outras crianças a fazerem a diferença no mundo".
Em outubro de 2008, participou do evento beneficente "Runway For Life" no St. Jude's Children's Hospital. Ela também é a porta-voz do Borden Milk; onde apareceu em campanhas publicitárias impressas e na televisão. Selena foi nomeada embaixadora do DoSomething.org depois de se envolver com o curta-metragem Island Dog, que ajudou cachorros em Porto Rico. Ela é a porta-voz da State Farm Insurance, e gravou comerciais para a TV; que foram ao ar no Disney Channel, para aumentar a consciência de ser um(a) motorista consciente. Selena Gomez está envolvida com o RAISE: Hope For Congo uma instituição de caridade que ajuda a aumentar a conscientização sobre a violência contra as mulheres no Congo.
Em março de 2009, foi nomeada oficialmente a Embaixatriz Internacional do Fundo das Nações Unidas para a Infância (UNICEF), em direito das crianças e dos adolescentes. Em sua primeira missão oficial, viajou para Gana em 4 de Setembro, 2009 por uma semana para testemunhar em primeira mão as condições sanitárias de crianças, incluindo a falta de água potável, alimentação, educação e saúde. Selena disse: "Todos os dias, 25.000 crianças morrem por diversas causas que poderiam ser evitadas. Eu junto com a UNICEF, acreditamos que podemos diminuir esse número de 25.000 para zero. Eu sei que podemos conseguir isto, porque cada momento, a UNICEF está presente, proporcionando às crianças, ajuda necessária para garantir que [a mortalidade] caia para zero e se torne uma realidade".
Selena esteve envolvida no Disney's Friends for Change, uma organização que promove o "comportamento ambiental amigável", e aparece nos anúncios publicitários no Disney Channel. Selena Gomez, Demi Lovato, Miley Cyrus, e os Jonas Brothers gravaram "Send It On", uma música que serve de tema da campanha Disney's Friends for Change. A música estreou no Hot 100 na posição #20. Disney's Friends For Change irá direcionar todos os lucros com "Send it On" para o Disney Worldwide Conservation Fund.
Em outubro 2009, fez uma surpresa visitando uma escola de Los Angeles como parte do programa "A Day Made Better" que foi patrocinado pela OfficeMax.
Em fevereiro de 2011, Selena viajou para o Chile para testemunhar os estragos de terremoto e se reunir com as famílias do programa apoiado UNICEF, "Programa Puente", que ajuda as famílias a entender melhor e desenvolve habilidades para lidar efetivamente com a educação infantil, desenvolvimento e outras questões relacionadas com a educação dos filhos. A partir de sua experiência viagem de campo, Gomez disse: "A UNICEF está a ajudar as famílias chilenas sair da pobreza, prevenir a violência dentro do lar e promover a educação. Para testemunhar em primeira mão as lutas dessas famílias, e também sua esperança e perseverança, foi verdadeiramente inspirador".
Um mês depois participou do projeto Pack Touch Celebrity, com edição limitada, custom-made de garrafas de água com água da torneira das casas de cada advogado de celebridades, para arrecadar fundos e aumentar o perfil para a limpeza programas de água e saneamento. Ela também é destaque no vídeo "Selena's UNICEF Message", postada no YouTube, por sua conta, para promover algumas campanhas.
Em dezembro de 2011, Selena foi visitar Hana, uma menina de 13 anos que sofria de uma doença rara, progéria. A menina possuía o grande sonho de conhecer Selena e poderia morrer a qualquer momento. Para realizar este sonho, a cantora foi rapidamente para o hospital. No encontro, Hana deu a Selena uma pulseira, que ela usou numa coletiva de imprensa, no Rio de Janeiro.[carece de fontes?]
Em 2012, é nomeada a primeira embaixadora da Fundação Ryan Seacrest e é sempre vista em ações comunitárias e visitando crianças em hospitais, além de contribuir com a divulgação da fundação.

## Empreendedorismo

### Publicidade

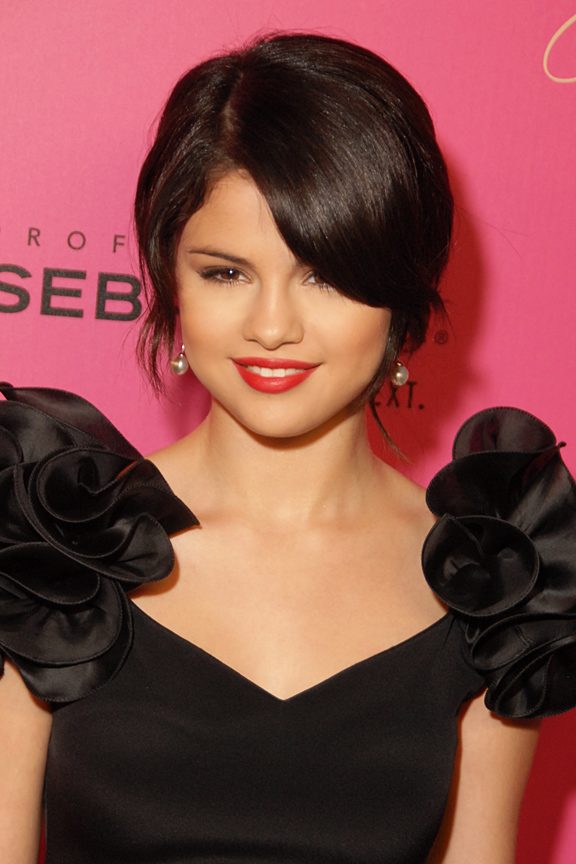
Gomez no 6th anual Hollywood Style Awards em outubro de 2009

Em julho de 2008 Gomez fez parte da Sears Back-to-School, uma campanha publicitária de moda. Como parte da campanha, Gomez foi apresentada nos comerciais de televisão. Em agosto de 2009, também sediou a Sears Arrive Air Casting Band. A fim de selecionar cinco pessoas para a primeira Sears Air Band, que realizou no Video Music Awards 2009. Em 2011 Gomez também gravou um comercial para o MuchMusic Video Awards, exibido pelo canal MuchMusic nos Estados Unidos e Canadá para a divulgação do evento, o qual ela mesma foi a apresentadora.

### July Moon Productions
Em outubro de 2008, lançou sua própria companhia de produção, July Moon Productions, e parceria com a XYZ Films. Como parte do acordo, Gomez terá a oportunidade de ser capaz artigos opção, contratar escritores e criar pacotes de talento para fazer compras para os estúdios. Além disso, como parte do acordo, XYZ Films permitirá que Selena atue e produza pelo menos dois filmes. A revista Variety afirmou que: "Em agosto, XYZ [Filmes] fechou um acordo semelhante com a Time Inc. e gestão da produção do Coletivo-empresa para financiar o desenvolvimento de conteúdos da mídia impressa gigante para o bigscreen [...] Como parte do acordo entre a July Moon e a XYZ, [Selena] Gomez terá a capacidade de escolher projetos da vasta biblioteca de Time Inc., que inclui Time, Sports Illustrated, Fortune e Life."

### Dream Out Loud
Em agosto de 2009, anunciou seu plano para lançar sua própria linha moda, chamado "A Out Dream Got by Selena Gomez". Em março de 2010, Selena abriu sua própria grife de roupas intitulada Dream Out Loud com afiliação da marca K-Mart, por onde veio lançar a linha "A Out Dream Got" um mês depois.
A coleção é composta de vestidos e características boêmias, tops florais, jeans, saias, casacos, cachecóis e chapéus, todos feitos de materiais reciclados ou eco-friendly. Gomez declarou que a linha iria refletir seu estilo pessoal e descreveu as roupas como sendo "bonita, feminina, e boêmia", e: "Com a minha linha, eu realmente quero dar as opções dos clientes sobre como eles podem colocar seus próprios olhares juntos [...] Eu quero as peças que podem ser fáceis de vestir-se ou para baixo, e os tecidos ser eco-friendly e orgânicas é super-importante [...] Além disso, as etiquetas terão algumas das minhas citações inspiradas neles. Eu estou apenas olhando para enviar uma boa mensagem. " Selena, que não tem formação em moda, em parceria com designers Tony Melillo e Sandra Campos, tanto que já trabalharam com grandes nomes casas de moda, Gomez disse da parceria: " Quando me encontrei com Tony e Sandra, fui imediatamente à vontade com eles e agora eles são como família para mim [...] Eles são tão criativos e eu amo como eu posso apenas chamá-los sempre e falar com eles sobre tudo, mesmo que seja apenas sobre a mudança de um botão [...] Eles foram tão legais sobre tudo." A marca foi fabricada por Melillo e Campos junto com a nova-iorquina Adjmi, empresa de vestuário, e formada pela Adjmi CH Brands LLC; a qual é a holding para a marca.

### Perfume

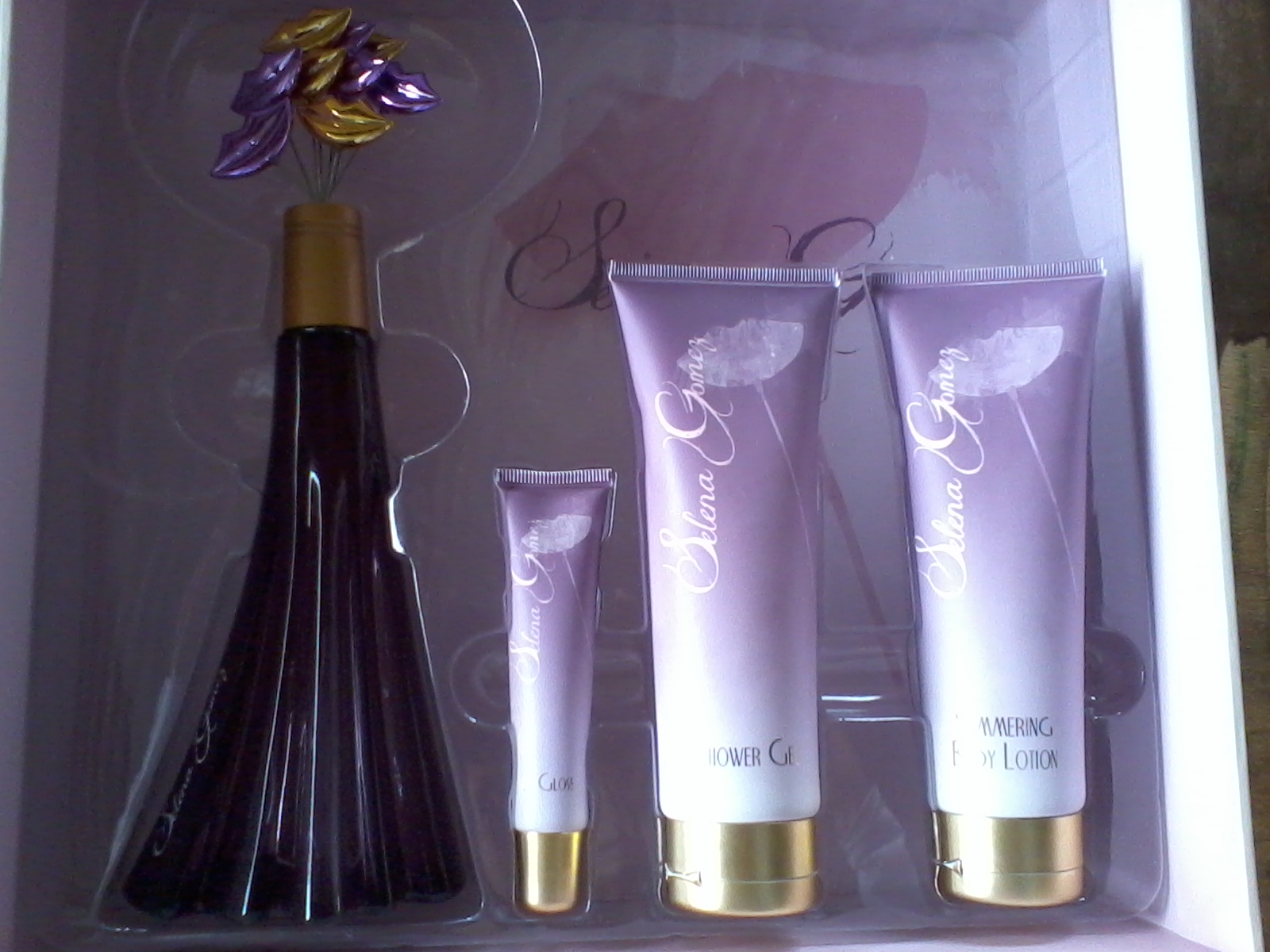
Pacote com o perfume e loções

Foi anunciado em 14 de julho de 2011, que Gomez tinha assinado um acordo de licença com a Adrenalina, uma marca de produtos, de esportes radicais e de aventura, com temática marca de estilo de vida, para desenvolver, fabricar e distribuir uma fragrância da atriz. Espera-se para estrear na primavera de 2012. Presidente e C.E.O. de Adrenalina, Ilia Lekach, disse: "Estamos muito entusiasmados por trabalhar com a Ms. Gomez e vai revelar mais detalhes relativos à fragrância medida que nos aproximamos da data de lançamento".
Mais tarde, através de seu perfil no Twitter, confirmou que estava trabalhando em uma nova fragrância. Em dezembro de 2012, foi lançada uma promoção em que os primeiros 100 000 participantes que ajudassem a escolher os aromas para a fragrância de Selena Gomez iriam receber uma amostra grátis do perfume antes mesmo que ele esteja nas lojas (apenas para residentes dos Estados Unidos). Além disso, 10 pessoas poderiam ganhar uma viagem à Nova Iorque para ajudar Selena a decidir seu perfume final.
Seu perfume foi lançado em maio de 2012, pela Macy's. A nova fragrância de Selena Gomez, que foi intitulada com seu próprio nome, é a representação da atriz em forma de aroma: refrescante e doce, mas calorosa no interior. Incluindo notas de topo de framboesa, pêssego e abacaxi, a fragrância começa como uma paleta frutosa que lentamente se dissolve nas notas de coração de frésia roxa, sândalo e amora, antes de se transformar nas notas de fundo de chocolate, baunilha e âmbar.

### Oreo X Selena Gomez
Em junho de 2025, a Oreo lançou uma edição limitada em colaboração com a cantora, intitulada "Oreo X Selena Gomez". O biscoito apresenta recheio de leite condensado com canela e creme de chocolate. O sabor foi inspirado na bebida mexicana favorita de Selena Gomez, horchata.
Além do sabor, a marca traz seis designs exclusivos nos biscoitos.
A campanha promocional contou com uma experiência interativa, na qual os consumidores que encontrassem o biscoito com a assinatura exclusiva da artista podiam escaneá-lo para desbloquear um remix exclusivo da música “I Can’t Get Enough”.
No Brasil, a promoção incluiu uma ação específica na qual, ao adquirir o doce exclusivo juntamente com outro produto da mesma linha, os consumidores podiam cadastrar o comprovante fiscal em plataforma digital para concorrer a prêmios instantâneos de até R$ 700.
Parte das vendas foi destinada ao "Rare Impact Fund", iniciativa criada por Gomez para apoiar a saúde mental de jovens.

## Vida pessoal
Gomez mora desde 1999 em Los Angeles com sua mãe Mandy e seu padrasto Brian. Desde então estudou por Home School, até maio de 2010 quando completou seu segundo grau. Suas melhores amigas são as também atrizes e cantoras Taylor Swift e Vanessa Hudgens.
Em 2017, começou a frequentar a Igreja Hillsong em Los Angeles. Em 2020, ela deixou a Hillsong devido a um escândalo envolvendo um pastor. Em 2021, a atriz afirmou manter sua fé cristã e declarou ter lido três vezes o livro Uma vida com propósitos, do pastor cristão batista Rick Warren.

### Relacionamentos românticos
Em 2009, teve um breve romance com seu colega de gravadora Nick Jonas, da banda Jonas Brothers e mais tarde com seu colega de elenco David Henrie, que namorou até março de 2010. No mesmo ano, boatos de que teve um breve relacionamento com os atores Taylor Lautner e Cory Monteith surgiram.
Em 2010 Gomez recebeu um pagamento de 5,5 milhões de dólares segundo a revista People. Selena anunciou em agosto de 2016 que iria dar uma pausa na carreira para tratar a depressão e a ansiedade, causadas pela sua doença, a lúpus. Ela então cancelou todos os seus shows previstos para os próximos meses, assim deletando os calendários (as agendas) da sua página oficial e se afastando das redes sociais.
Em março de 2011, ela assumiu publicamente seu namoro com o cantor canadense Justin Bieber, juntos mantiveram um relacionamento de idas e vindas por quase 4 anos, mais vieram a terminar definitivamente no fim de 2014.
Em 2015 houve boatos que ela havia ficado com o produtor e DJ alemão Zedd. Em 2017, Gomez iniciou um novo relacionamento com o cantor canadense The Weeknd. Em outubro do mesmo ano, acabaram se separando após a cantora aparecer ao lado do ex Justin Bieber em algumas fotos.
Em dezembro de 2023, assumiu um relacionamento com o produtor musical Benny Blanco, com quem está se relacionando desde junho.

## Discografia

### Álbuns de estúdio
- Stars Dance (2013)
- Revival (2015)
- Rare (2020)
- I Said I Love You First (2025)

EPs
- Revelación (2021)

### Álbuns de Selena Gomez & The Scene
- Kiss & Tell (2009)
- A Year Without Rain (2010)
- When the Sun Goes Down (2011)

## Turnês

### Turnês solo
- Stars Dance Tour (2013–2014)
- Revival Tour (2016)

### Turnês de Selena Gomez & the Scene
- Live in Concert (2009–2010)
- A Year Without Rain Tour (2010–2011)
- We Own the Night Tour (2011–2012)